# 9576 van der Weyden
9576 van der Weyden è un asteroide della fascia principale. Scoperto nel 1989, presenta un'orbita caratterizzata da un semiasse maggiore pari a 3,0696152 UA e da un'eccentricità di 0,1112373, inclinata di 8,61599° rispetto all'eclittica.
L'asteroide è dedicato al pittore fiammingo Rogier van der Weyden.